# Rangiroa
Rangiroa je korálový atol, který je součástí řetězu korálových atolů Tuamota ve Francouzské Polynésii. Nachází se asi 350 kilometrů severovýchodně od Tahiti. Je jedním z největších atolů na světě. Má rozlohu 79 kilometrů čtverečních a v roce 2007 měl atol 3 210 obyvatel. Na atolu se nachází letiště a dvě vesnice.

## Historie
Předpokládá se, že první osadníci se na Rangiroa dostali v 10. století. Prvními zaznamenanými Evropany, kteří se na atol dostali byli nizozemští badatelé Jacob Le Maire a Willem Schouten, kteří kolem atolu proplouvali, během Pacifické cesty v letech 1615 až 1616. Atol pojmenovali Vlieghen Island. Dne 7. září 1839 atol navštívil mořeplavec Charles Wilkes. Od roku 1950 je ekonomika značně závislá na rybolovu. V roce 1965 na atolu bylo vystavěno letiště. Poté zde byly vystaveny potápěčské stanice a hotely.

## Geografie
Rangiroa je největší atol v Polynésii. Nachází se asi 350 kilometrů severovýchodně od Tahiti. Má rozlohu 79 kilometrů čtverečních, ale ostrovy obklopuje laguna o rozloze 1 446 kilometrů čtverečních. Skládá se ze stovek malých ostrovů. Je asi 75 kilometrů dlouhý a 25 kilometrů široký.

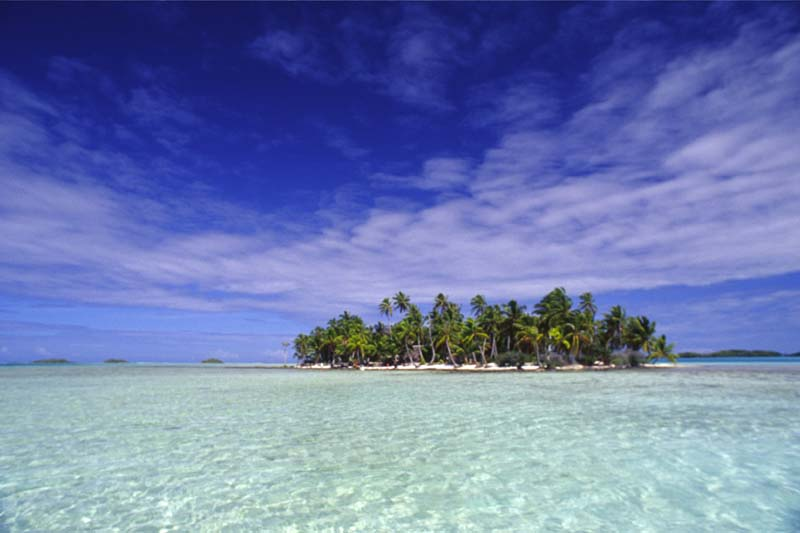

### Klima

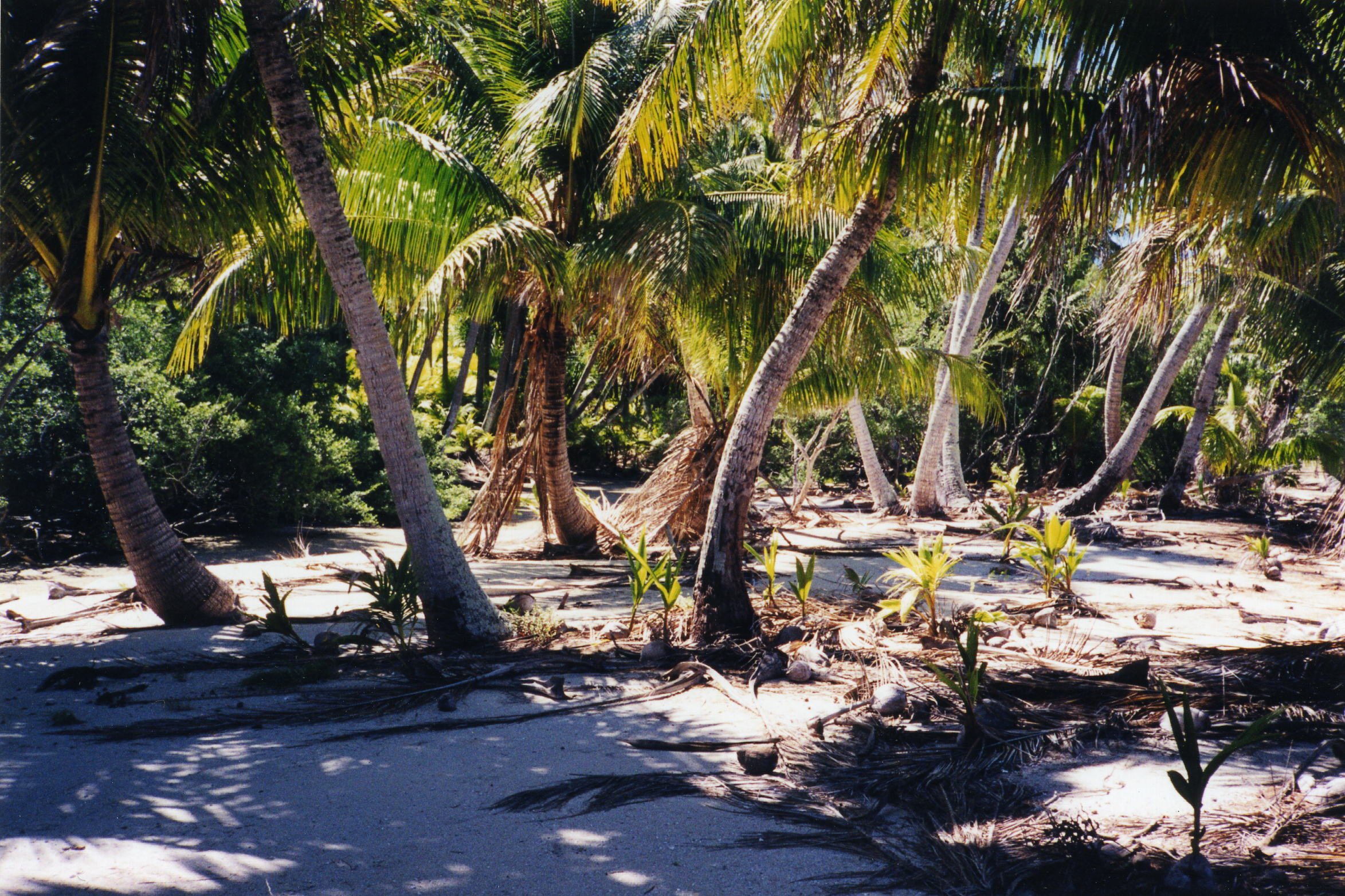

Rangiroa bývá vystavena silným hurikánům hlavně během ledna a února. Nejvíce prší během listopadu a ledna. Průměrná roční teplota se pohybuje kolem 27 °C. Červenec je obvykle nejchladnější měsíc v roce, když se teploty pohybují v rozmezí 25 °C až 26 °C. Naopak nejteplejším měsícem je únor, když se teploty pohybují kolem 29 °C.

### Příroda
Atol je obklopen velmi různorodou přírodou. Počet ryb se zde trvale snižuje, kvůli vysokému rybolovu. Vegetace je omezena na rostliny odolnější vůči suchu např. kokosovník ořechoplodý.

### Kulturní geografie
Rangiroa měla v roce 2007 3 210 obyvatel. Obyvatelé jsou převážně křesťanského vyznání. Nachází se v něm dvě vesnice Avatoru a Tiputa. V Avatoru se nachází pošta a banka. Tiputa je administrativním centrem.

## Ekonomika, cestovní ruch a doprava
Cestovní ruch, vyvážení kopry a zpracování perel zaměstnávají většinu populace. Rangiroa je jedním z nejproduktivnějších míst ve Francouzské Polynésie na zpracování perel. Na atolu se nachází vinice. Většina ulovených ryb jsou přepravovány a prodávány na Tahiti.
Atol vydělává hlavně na cestovním ruchu. Většina turistů na atol jezdí, kvůli potápění.
Atol je důležitým dopravním centrem dopravy v oblasti. Letiště má letové spojení s Tahiti, Bora-Bora a Markézy. Mezi vesnicemi Avatoru a Tiputa je pravidelná trajektová linka.